# التولي يوم الزحف
التولي يوم الزحف هو الفرار من ميدان المعركة أو الحرب، وهو من السبع الموبقات أو السبع الكبائر التي حرمها الله، ورد ذلك في حديث النبي محمد. وغاية اجتناب التولي يوم الزحف هو حمايه للدين وأيضاً لقوة الدفاع. 
بدليل قوله تعالى: ﴿يَا أَيُّهَا الَّذِينَ آمَنُوا إِذَا لَقِيتُمُ الَّذِينَ كَفَرُوا زَحْفًا فَلَا تُوَلُّوهُمُ الْأَدْبَارَ ۝١٥ وَمَنْ يُوَلِّهِمْ يَوْمَئِذٍ دُبُرَهُ إِلَّا مُتَحَرِّفًا لِقِتَالٍ أَوْ مُتَحَيِّزًا إِلَى فِئَةٍ فَقَدْ بَاءَ بِغَضَبٍ مِنَ اللَّهِ وَمَأْوَاهُ جَهَنَّمُ وَبِئْسَ الْمَصِيرُ ۝١٦﴾ [الأنفال:15–16].
وفي الحديث الصحيح، روى البخاري ومسلم في الصحيحين عن النبي صلى الله عليه وسلم أنه قال: (اجتنبوا السبع الموبقات -يعني: المهلكات- قلنا: وما هن يا رسول الله؟ قال: الشرك بالله، والسحر، وقتل النفس التي حرم الله إلا بالحق، وأكل الربا، وأكل مال اليتيم، والتولي يوم الزحف، وقذف المحصنات الغافلات المؤمنات).

## الاستثناء
بحسب الآية، فإنه يٌستثنى من التولي أن يكون لغرض التحرف لقتال أو التحيز إلى فئة، ﴿وَمَنْ يُوَلِّهِمْ يَوْمَئِذٍ دُبُرَهُ إِلَّا مُتَحَرِّفًا لِقِتَالٍ أَوْ مُتَحَيِّزًا إِلَى فِئَةٍ فَقَدْ بَاءَ بِغَضَبٍ مِنَ اللَّهِ وَمَأْوَاهُ جَهَنَّمُ وَبِئْسَ الْمَصِيرُ ۝١٦﴾ [الأنفال:16].
قال ابن قدامة موضحًا معنى التحرّف والتحيز: "إذا التقى المسلمون والكفار وجب الثبات، وحرم الفرار، بدليل قوله تعالى: ﴿يَا أَيُّهَا الَّذِينَ آمَنُوا إِذَا لَقِيتُمُ الَّذِينَ كَفَرُوا زَحْفًا فَلَا تُوَلُّوهُمُ الْأَدْبَارَ ۝١٥﴾ [الأنفال:15]. وقال تعالى:﴿يَا أَيُّهَا الَّذِينَ آمَنُوا إِذَا لَقِيتُمْ فِئَةً فَاثْبُتُوا وَاذْكُرُوا اللَّهَ كَثِيرًا لَعَلَّكُمْ تُفْلِحُونَ ۝٤٥﴾ [الأنفال:45] وذكر النبي صلى الله عليه وسلم الفرار يوم الزحف، فعده من الكبائر. وإنما يجب الثبات بشرطين:
- أحدهما: أن يكون الكفار لا يزيدون على ضعف المسلمين، فإن زادوا عليه جاز الفرار، لقول الله تعالى: (الآن خفف الله عنكم وعلم أن فيكم ضعفا فإن يكن منكم مائة صابرة يغلبوا مائتين). وهذا إن كان لفظه لفظ الخبر، فهو أمر. قال ابن عباس: نزلت: (إن يكن منكم عشرون صابرون يغلبوا مائتين) فشق ذلك على المسلمين حين فرض الله عليهم ألا يفر واحد من عشرة ، ثم جاء تخفيف فقال : (الآن خفف الله عنكم) إلى قوله: (يغلبوا مائتين) فلما خفف الله عنهم من العدد، نقص من الصبر بقدر ما خفف من العدد. رواه أبو داود. وقال ابن عباس: من فر من اثنين فقد فر، ومن فر من ثلاثة فما فر.
- الثاني: أن لا يقصد بفراره التحيّز إلى فئة، ولا التحرف لقتال، فإن قصد أحد هذين: فهو مباح له؛ لأن الله تعالى قال: (إلا متحرفا لقتال أو متحيزا إلى فئة).
  - ومعنى التحرّف للقتال: أن ينحاز إلى موضع يكون القتال فيه أمكن، مثل أن ينحاز من مواجهة الشمس أو الريح إلى استدبارهما، أو من نزلة إلى علو، أو من معطشة إلى موضع ماء، أو يفر بين أيديهم لتنتقض صفوفهم، أو تنفرد خيلهم من رجالتهم، أو ليجد فيهم فرصة، أو ليستند إلى جبل، ونحو ذلك مما جرت به عادة أهل الحرب.
  - وأما التحيز إلى فئة: فهو أن يصير إلى فئة من المسلمين ليكون معهم، فيقوى بهم على عدوهم، وسواء بعدت المسافة أو قربت. قال القاضي: لو كانت الفئة بخراسان والفئة بالحجاز، جاز التحيز إليها، ونحوه ذكر الشافعي، لأن ابن عمر روى أن النبي صلى الله عليه وسلم قال: إني فئة لكم، وكانوا بمكان بعيد منه، وقال عمر: أنا فئة كل مسلم، وكان بالمدينة وجيوشه بمصر والشام والعراق وخراسان. رواهما سعيد. وقال عمر: رحم الله أبا عبيدة لو كان تحيز إلي لكنت له فئة."

ثم قال ابن قدامة: "وإذا كان العدو أكثر من ضعف المسلمين، فغلب على ظن المسلمين الظفر، فالأولى لهم الثبات؛ لما في ذلك من المصلحة، وإن انصرفوا جاز؛ لأنهم لا يأمنون العطب، والحكم عُلق على مظنته، وهو كونهم أقل من نصف عددهم، ولذلك لزمهم الثبات إذا كانوا أكثر من النصف وإن غلب على ظنهم الهلاك فيه. ويحتمل أن يلزمهم الثبات إن غلب على ظنهم الظفر؛ لما فيه من المصلحة. وإن غلب على ظنهم الهلاك في الإقامة ، والنجاة في الانصراف ، فالأولى لهم الانصراف، وإن ثبتوا جاز، لأن لهم غرضًا في الشهادة، ويجوز أن يغلبوا أيضًا".
وقال ابن تيمية: "وقتال الدفع: مثل أن يكون العدو كثيرًا لا طاقة للمسلمين به، لكن يُخاف إن انصرفوا عن عدوهم عطف العدو على من يخلّفون من المسلمين. فههنا قد صرح أصحابنا بأنه يجب أن يبذلوا مهجهم ومهج من يخاف عليهم في الدفع حتى يَسْلَموا. ونظيرها: أن يهجم العدو على بلاد المسلمين وتكون المقاتِلة أقل من النصف، فإن انصرفوا استولوا على الحريم، فهذا وأمثاله قتال دفع، لا قتال طلب، لا يجوز الانصراف فيه بحال، ووقعة أحد من هذا الباب".